# Augusto Aguirre
Augusto Ezequiel Aguirre (Corrientes, Argentina; 2 de agosto de 1999) es un futbolista argentino. Juega como defensor en Deportes Limache de la Primera División de Chile.

## Trayectoria
Comenzó su carrera en Boca Unidos de su ciudad natal; sin embargo con edad de Octava División se unió a las divisiones inferiores de River Plate, donde compartió con jugadores como Exequiel Palacios y Gonzalo Montiel.Debutó en el primer equipo millonario el 28 de octubre de 2017 en la derrota de River Plate frente a Talleres por 4-0, iniciando el encuentro como titular.
En enero del 2021 fue cedido por 1 año a Godoy Cruz.
En enero del 2022 fue cedido por 1 año a San Martín de San Juan. Una vez concluida la cesión, rescinde el contrato con River y firma con el pase en su poder en el "verdinegro".
En enero del 2024 fue fichado por Tigre. En junio del 2024 llegó con el pase en su poder a Temperley.

## Estadísticas

### Clubes
- Actualizado hasta el 19 de agosto de 2025.

| Club | Div.                | Temporada           | Liga  | Liga  | Liga   | Copas Nacionales (1) | Copas Nacionales (1) | Copas Nacionales (1) | Copas Internacionales (2) | Copas Internacionales (2) | Copas Internacionales (2) | Total | Total | Total  | Medida goleadora(3) |
| Club | Div.                | Temporada           | Part. | Goles | Asist. | Part.                | Goles                | Asist.               | Part.                     | Goles                     | Asist.                    | Part. | Goles | Asist. | Medida goleadora(3) |
| --- | ------------------- | ------------------- | ----- | ----- | ------ | -------------------- | -------------------- | -------------------- | ------------------------- | ------------------------- | ------------------------- | ----- | ----- | ------ | ------------------- |
| River Plate Argentina | 1.ª                 | 2017-18             | 1     | 0     | 0      | 0                    | 0                    | 0                    | 0                         | 0                         | 0                         | 1     | 0     | 0      | 0,00                |
| River Plate Argentina | 1.ª                 | 2018-19             | 0     | 0     | 0      | 0                    | 0                    | 0                    | 0                         | 0                         | 0                         | 0     | 0     | 0      | 0,00                |
| River Plate Argentina | 1.ª                 | 2019-20             | 0     | 0     | 0      | 0                    | 0                    | 0                    | 0                         | 0                         | 0                         | 0     | 0     | 0      | 0,00                |
| River Plate Argentina | 1.ª                 | 2020                | 0     | 0     | 0      | 0                    | 0                    | 0                    | 0                         | 0                         | 0                         | 0     | 0     | 0      | 0,00                |
| River Plate Argentina | Total club          | Total club          | 1     | 0     | 0      | 0                    | 0                    | 0                    | -                         | -                         | -                         | 1     | 0     | 0      | 0,00                |
| Godoy Cruz Argentina | 1.ª                 | 2021                | 0     | 0     | 0      | 3                    | 0                    | 0                    | 0                         | 0                         | 0                         | 3     | 0     | 0      | 0,00                |
| Godoy Cruz Argentina | Total club          | Total club          | 0     | 0     | 0      | 3                    | 0                    | 0                    | 0                         | 0                         | 0                         | 3     | 0     | 0      | 0,00                |
| San Martín (SJ) Argentina | 2.ª                 | 2022                | 22    | 1     | 0      | 0                    | 0                    | 0                    | 0                         | 0                         | 0                         | 22    | 1     | 0      | 0,04                |
| San Martín (SJ) Argentina | 2.ª                 | 2023                | 30    | 1     | 3      | 2                    | 0                    | 0                    | 0                         | 0                         | 0                         | 32    | 1     | 3      | 0,03                |
| San Martín (SJ) Argentina | Total club          | Total club          | 52    | 2     | 3      | 2                    | 0                    | 0                    | 0                         | 0                         | 0                         | 54    | 2     | 3      | 0,03                |
| Tigre Argentina | 1.ª                 | 2024                | 0     | 0     | 0      | 7                    | 0                    | 0                    | 0                         | 0                         | 0                         | 7     | 0     | 0      | 0,00                |
| Tigre Argentina | Total club          | Total club          | 0     | 0     | 0      | 7                    | 0                    | 0                    | 0                         | 0                         | 0                         | 7     | 0     | 0      | 0,00                |
| Temperley Argentina | 2.ª                 | 2024                | 18    | 0     | 0      | 2                    | 0                    | 0                    | 0                         | 0                         | 0                         | 20    | 0     | 0      | 0,00                |
| Temperley Argentina | Total club          | Total club          | 18    | 0     | 0      | 2                    | 0                    | 0                    | 0                         | 0                         | 0                         | 20    | 0     | 0      | 0,00                |
| Deportes Limache · Chile | 1.ª                 | 2025                | 17    | 0     | 0      | 8                    | 1                    | 1                    | 0                         | 0                         | 0                         | 25    | 1     | 1      | 0,04                |
| Deportes Limache · Chile | Total club          | Total club          | 17    | 0     | 0      | 8                    | 1                    | 1                    | 0                         | 0                         | 0                         | 25    | 1     | 1      | 0,04                |
| Total en su carrera | Total en su carrera | Total en su carrera | 88    | 2     | 3      | 22                   | 1                    | 1                    | -                         | -                         | -                         | 110   | 3     | 4      | 0,02                |
| (1) Las copas nacionales se refiere a la Copa de la Liga, la Copa Argentina y la Copa Chile. (2) Las copas internacionales se refiere a la Copa Libertadores y la Copa Sudamericana. (3) Media de goles por encuentro. No incluye goles en partidos amistosos. |                     |                     |       |       |        |                      |                      |                      |                           |                           |                           |       |       |        |                     |

### Resumen estadístico
|                      | Partidos | Goles | Promedio | Asistencias | Promedio |
| -------------------- | -------- | ----- | -------- | ----------- | -------- |
| Liga                 | 88       | 2     | 0,02     | 3           | 0,03     |
| Copas Nacionales     | 22       | 1     | 0,04     | 1           | 0,04     |
| Copa Internacionales | 0        | 0     | 0,00     | 0           | 0,00     |
| TOTAL                | 110      | 3     | 0,02     | 4           | 0,03     |

## Palmarés

### Campeonatos nacionales
| Título         | Club        | Sede      | Año  |
| -------------- | ----------- | --------- | ---- |
| Copa Argentina | River Plate | Argentina | 2017 |
| Copa Argentina | River Plate | Argentina | 2019 |